# Francisco López Merino
Francisco López Merino -Panchito- (La Plata, 6 de julio de 1904 -La Plata, 22 de mayo de 1928) fue un poeta argentino.

## Biografía
A los dieciséis años publicó Horas de amor con nueve poemas en forma de folleto que luego fuera autocensurado. En 1921 escribió Fragmentos de un libro inconcluso, colección inédita de poemas dividida en tres secciones: "El espejo de mi interior", "Del eterno femenino" y "Cantos". El poema "El alma se me llena de estrellas..." de esta colección fue incluido en 1923 en el libro Tono Menor. En 1925 publicó su último libro, Las tardes.
Publicó sus poesías en diarios y revistas del país, entre otros, en el diario El Cronista de la ciudad de Chascomús, y en La Plata en los periódicos El Día y El Argentino y la revista Crónica Social. Los diarios más significativos del país (La Nación, La Prensa, La Razón, Crítica, El Día y El Argentino) elogiaron los méritos literarios del joven escritor.
Formó parte del «Comité Yrigoyenista de Intelectuales Jóvenes» junto a (entre otros) Leopoldo Marechal, Raúl González Tuñón, Nicolás Olivari, Sixto Pondal Ríos y Jorge Luis Borges, quien era su presidente.
Escribió dos notas bibliográficas para la revista Valoraciones, editada por la Facultad de Humanidades de la Universidad Nacional de La Plata (UNLP): la primera en 1923, que se refiere al libro de poesías de Cayetano Córdova Iturburu (1899-1977) El árbol, el pájaro y la fuente, y la segunda en 1927, que se ocupa del libro de poesías de Ricardo Molinari (1898-1996) El Imaginero.
El 22 de mayo de 1928 el escritor, que en ese momento tenía 23 años, decidió poner fin a su vida suicidándose con un arma de fuego sin saberse las causas exactas de su muerte. Jorge Luis Borges, quien formaba parte del grupo de escritores con quienes se relacionaba, escribió una elegía para el autor: A Francisco López Merino, publicada cinco meses después de su fallecimiento. En 1969 Borges publicó el texto Mayo 20, 1928, incluido en el poemario Elogio de la sombra, en el que se refiere a la víspera del fatal desenlace.
La Biblioteca Pública Municipal "Francisco López Merino" de La Plata funciona en el llamado «Palacio López Merino», un antiguo edificio de características románticas con influencias del modernismo, inaugurado en 1911, declarado patrimonio histórico de La Plata en 1985. En este edificio vivió su infancia el autor.

## Obras publicadas
- Tono Menor (Poesía), publicación del autor, La Plata, 1923.
- Las Tardes (Poesía), Editorial Latina, Buenos Aires, 1925.
- Obras Completas, La Plata, Secretaría de Cultura de la provincia de Buenos Aires, 1931.